# Aunac-sur-Charente
Aunac-sur-Charente – gmina we Francji, w regionie Nowa Akwitania, w departamencie Charente. W 2013 roku liczba ludności wynosiła 623 mieszkańców. 
Gmina została utworzona 1 stycznia 2017 roku z połączenia trzech ówczesnych gmin: Aunac, Bayers oraz Chenommet. Siedzibą gminy została miejscowość Aunac.